# 羅伯·薛菲德
罗伯特·詹姆斯·薛菲德（英語：Robert James Sheffield，1966年2月2日—）是名美國音樂記者和作者。薛菲德擁有耶鲁大学的学士学位和弗吉尼亚大学的硕士学位，他的早期作品散見於《旋轉》、《攪拌機》、《細節》等雜誌，並長期擔任《滾石》特約編輯，撰寫各類有關音樂、電視和流行文化的文章。

## 作品
- 2007 – 《愛情是一卷自製混音帶（英语：Love Is a Mix Tape）》ISBN 9781400083039
- 2009 – 《Bande Originale (French Edition)》 ISBN 2355840202
- 2010 – 《Talking to Girls About Duran Duran: One Young Man's Quest for True Love and a Cooler Haircut》 ISBN 0452297230
- 2013 – 《Turn Around Bright Eyes: The Rituals of Love and Karaoke》 ISBN 0062207628
- 2016 – 《On Bowie》 ISBN 0062562703
- 2017 – 《Dreaming the Beatles: The Love Story of One Band and the Whole World》 ISBN 0062207652
- 2019 – 《The Wild Heart of Stevie Nicks (Audible book)》 ISIN B07PRK66HL

## 外部連結
- 羅伯·薛菲德在互联网电影资料库（IMDb）上的資料（英文）